# 小野敦生
小野 敦生（おの あつお、1962年5月12日 - 1993年5月22日）は、将棋棋士。棋士番号163。北海道旭川市出身。安恵照剛八段門下。

## 経歴

### アマチュア・奨励会時代
北海道旭川東高等学校将棋部に在籍し、1979年の第15回全国高等学校将棋選手権大会男子団体で優勝。また、第34回（1980年）全日本アマチュア名人戦に北海道代表として出場。その後間もなく奨励会へ入会。18歳と極めて遅い入会であったが、僅か3年（1983年12月1日付）で四段に昇段する。

### プロ入り後

#### 1983年度
1984年2月3日・第10期棋王戦において、永作芳也（のちに退会）に勝利し、プロとして初の公式戦を白星で飾った。

#### 1984年度
初参加の第43期順位戦では6勝4敗と次期につなげる成績を残した。
第26期王位戦で予選を4連勝してリーグ入り、更に翌年度に行われる第35回NHK杯の予選を3連勝。プロ2年目にして2つの棋戦で本戦出場権を獲得する活躍を見せた。

#### 1985年度
前年度の予選を勝ち抜いた王位リーグでは福崎文吾（のちに十段及び王座のタイトルを獲得）・内藤國雄（王位・棋聖各2期経験者）から勝利を挙げたものの、残留には至らなかった。
同じくNHK杯本戦では1回戦で西川慶二に勝利した。（2回戦で佐伯昌優に敗北）
第19回早指し将棋選手権でも予選を3連勝し本戦へ進出。（本戦1回戦で大内延介に敗北）
第9回オールスター勝ち抜き戦でも翌年度の本戦出場権を獲得。（本戦1回戦で勝浦修に敗北）

#### 1986年度
公式戦29勝15敗（勝率0.659）の好成績を挙げ、特に第45期順位戦では浦野真彦と共に9連勝し、最終局（対羽生善治戦）を待たずにC級1組への昇級を決めた。
9月5日の第35期王座戦一次予選4回戦では、当時鳴り物入りの新人で破竹の勢いで勝ち続けていた羽生の連勝を15で止める快挙を遂げた。
その他、第28期王位戦で2年ぶりのリーグ入り、森雞二（十段戦予選）・森安秀光（王位リーグ）のタイトル経験者2名に勝利するなど、活躍をした。

#### 1987年度
初めてC級1組・五段で迎えた第46期順位戦は7勝3敗と翌期の順位を大きく上げる結果となった。
王位リーグは健闘も空しく前年度末の森安からの勝利のみに終わり陥落。
十段戦を発展解消する形で新設された第1期竜王戦では4組からのスタートとなった。

#### 1988年度
前年度とは一転して著しい不振に陥り、順位戦は2勝8敗で初めての降級点、前期に続き4組で参加した竜王戦ではランキング戦・昇級者決定戦を連敗し、翌年度の残留決定戦に回らざるを得なくなった。
しかしながら、プロ2年目の有望株として棋界関係者から注目されていた櫛田陽一に2連勝する（11月11日・第54期棋聖戦及び1989年2月13日・第15期棋王戦）など、それなりの見せ場は作った。

#### 1989年度
順位戦で6勝4敗と勝ち越し、規定により前期に取得してしまった降級点を消滅させるなど、復調した。
前年度2連敗をした第2期竜王戦4組残留決定戦では武者野勝巳に勝利し、5組への降級を回避した。
この年度では、後に永世資格者（永世棋聖）となる佐藤康光と2回当たっており、いずれも勝利を上げた。（12月1日・第56期棋聖戦及び1990年1月22日・第6回天王戦五段戦）
年度末に行われた第40回NHK杯将棋トーナメントの予選を3連勝。5年ぶりのNHK杯本戦出場を決めた。（翌年度に行われた本戦1回戦で福崎文吾に敗北）

#### 1990年度
第58期棋聖戦で一次予選から連勝し、本戦出場権を賭けて二次予選決勝で羽生善治と対戦。小野はこれに快勝し、本戦進出に至った。（本戦1回戦で谷川浩司に敗北）

#### 1991年度
第50期順位戦において小野自身は前半で2勝3敗と昇級争いから早々と脱落してしまったものの、第10回戦で井上慶太に当期順位戦における唯一の黒星を与え、B級2組への昇級を阻止した。
小野自身も後半で巻き返し、最終的に6勝4敗となった。

#### 1992年度
第26回早指し将棋選手権で予選を3連勝し7年ぶりの本戦進出。1回戦で森信雄に勝利した（2回戦で森雞二に敗北）。これが小野にとって最後の公式棋戦本戦出場であった。

#### 1993年度
第52期順位戦開幕前に4局を戦い1勝3敗。4月19日・第6期竜王戦4組昇級者決定戦3回戦の滝誠一郎からの勝利が最後の白星、5月17日の同4回戦の中川大輔との対局が小野の絶局となってしまった。それから僅か5日後の1993年5月22日、虚血性心不全のため現役のまま31歳で死去。5月25日付で六段が追贈された。
参加が予定されていた第52期順位戦は、小野の没前に対局相手が抽選で全て決まっていたため、全て不戦敗として扱われた。
公式戦の通算成績は173勝173敗とちょうど5割（没後の不戦敗は記録上除かれる。）、順位戦はC級2組を在籍3期で通過しC級1組には7期連続在籍、竜王戦は初参加から4組に6期連続在籍、いずれも自己最高位を維持したまま死没となった。

## エピソード
- 生前、一門の弟弟子で当時は奨励会員だった瀬川晶司を、実の弟のように可愛がっていた[1]。

- 日浦市郎とは奨励会同期・同門・同郷である。四段昇段は小野の方が約4ヶ月早かった。その他、プロ入りした同期には中田功・佐藤秀司・北島忠雄がいる。

- 死後、北海道将棋連盟旭川支部に於いて、小野の名を冠した大会が8月上旬に開かれている。
  - 小野敦生記念将棋祭（1993年 - 2002年）
  - 小野敦生メモリアル大会（2003年 - ）

## 昇段履歴
- 1980年11月00日 : 4級で奨励会入会
- 1981年11月00日 : 初段
- 1983年12月01日 : 四段（奨励会三段で規定の成績を挙げプロ入り）
- 1987年04月01日 : 五段（順位戦C級1組昇級、通算71勝56敗）
- 1993年05月22日 （死去）
- 1993年05月25日 : 六段（追贈、通算173勝173敗）

## 主な成績
公式棋戦 成績集計表（年別/棋戦別）
| 年度 | 対局数 | 勝数 | 負数 | 勝率   | 竜王戦 (十段戦) | 順位戦 | 王位戦 | 王座戦 | 棋王戦 | 王将戦 | 棋聖戦 | ＮＨＫ杯 | 新人王 | 全日本 | 早指し (新鋭) | 勝抜き | 名将戦 | 天王戦 | 若獅子 |
| ---- | ------ | ---- | ---- | ------ | --------------- | ------ | ------ | ------ | ------ | ------ | ------ | -------- | ------ | ------ | ------------- | ------ | ------ | ------ | ------ |
| 1983 | 05     | 02   | 03   | 0.4000 | -               | -      | -      | -      | 2-1    | 0-1    | -      | 0-1      | -      | -      | -             | -      | -      | -      | -      |
| 1984 | 37     | 20   | 17   | 0.5405 | (1-1)           | 6-4    | 5-1    | 0-1    | 0-1    | 1-0    | 2-2    | 3-0      | 0-1    | 0-1    | 0-1           | 0-1    | 1-1    | 1-1    | 0-1    |
| 1985 | 41     | 20   | 21   | 0.4878 | (1-1)           | 5-5    | 1-3    | 0-1    | 0-1    | 4-1    | 1-2    | 1-2      | 0-1    | 0-1    | 3-1           | 2-0    | 1-1    | 1-1    | -      |
| 1986 | 44     | 29   | 15   | 0.6591 | (3-1)           | 9-1    | 5-1    | 4-1    | 2-0    | 5-2    | 0-2    | 0-1      | 0-1    | 0-1    | 0-1 (1-0)     | 0-1    | 0-1    | 0-1    | -      |
| 1987 | 37     | 17   | 20   | 0.4595 | 3-1             | 7-3    | 1-4    | 0-1    | 0-2    | 0-1    | 4-2    | 1-1      | 0-1    | 0-1    | (1-1)         | 0-1    | -      | 0-1    | -      |
| 1988 | 35     | 13   | 22   | 0.3714 | 1-3             | 2-8    | 0-1    | 1-1    | 1-1    | 0-1    | 3-2    | 0-1      | 1-1    | 1-1    | 1-1           | 2-0    | -      | 0-1    | -      |
| 1989 | 37     | 23   | 14   | 0.6216 | 4-0             | 6-4    | 0-1    | 0-1    | 2-0    | 0-1    | 3-2    | 3-0      | 0-1    | 0-1    | 2-1           | 0-2    | -      | 3-0    | -      |
| 1990 | 41     | 18   | 23   | 0.4390 | 2-3             | 3-7    | 0-1    | 3-1    | 1-1    | 1-1    | 6-2    | 0-2      | 1-0    | 0-1    | 0-1           | 0-1    | -      | 1-2    | -      |
| 1991 | 32     | 14   | 18   | 0.4375 | 2-2             | 6-4    | 0-1    | 2-1    | 1-2    | 2-0    | 0-2    | 0-1      | 0-2    | 1-1    | 0-1           | -      | -      | 0-1    | -      |
| 1992 | 33     | 16   | 17   | 0.4848 | 2-2             | 5-5    | 1-1    | 1-1    | 0-1    | 1-2    | 0-2    | 1-1      | -      | 1-1    | 4-1           | -      | -      | -      | -      |
| 1993 | 04     | 01   | 03   | 0.2500 | 1-1             | -      | -      | -      | -      | -      | 0-1    | -        | 0-1    | -      | -             | -      | -      | -      | -      |
| 合計 | 346    | 173  | 173  | 0.5000 | 15-12 (5-3)     | 49-41  | 13-14  | 11-9   | 9-10   | 14-10  | 19-19  | 9-10     | 2-9    | 3-9    | 10-8 (2-1)    | 4-6    | 2-3    | 6-8    | 0-1    |

### 在籍クラス
| 開始 年度 | (出典)順位戦出典 | (出典)順位戦出典 | (出典)順位戦出典 | (出典)順位戦出典 | (出典)順位戦出典 | (出典)順位戦出典 | (出典)順位戦出典 | (出典)順位戦出典 | (出典)竜王戦出典 | (出典)竜王戦出典      | (出典)竜王戦出典      | (出典)竜王戦出典      | (出典)竜王戦出典      | (出典)竜王戦出典      | (出典)竜王戦出典      | (出典)竜王戦出典      | (出典)竜王戦出典      | (出典)竜王戦出典      |
| 開始 年度 | 期               | 名人             | A級              | B級              | B級              | C級              | C級              | 0                | 期               | 竜王                  | 1組                   | 2組                   | 3組                   | 4組                   | 5組                   | 6組                   | 決勝 T                |                       |
| 開始 年度 | 期               | 名人             | A級              | 1組              | 2組              | 1組              | 2組              | 0                | 期               | 竜王                  | 1組                   | 2組                   | 3組                   | 4組                   | 5組                   | 6組                   | 決勝 T                |                       |
| --- | ---------------- | ---------------- | ---------------- | ---------------- | ---------------- | ---------------- | ---------------- | ---------------- | ---------------- | --------------------- | --------------------- | --------------------- | --------------------- | --------------------- | --------------------- | --------------------- | --------------------- | --------------------- |
| 1984 | 43               |                  |                  |                  |                  |                  | C244             | 6-4              |                  | 第24期十段戦 予選敗退 | 第24期十段戦 予選敗退 | 第24期十段戦 予選敗退 | 第24期十段戦 予選敗退 | 第24期十段戦 予選敗退 | 第24期十段戦 予選敗退 | 第24期十段戦 予選敗退 | 第24期十段戦 予選敗退 | 第24期十段戦 予選敗退 |
| 1985 | 44               |                  |                  |                  |                  |                  | C215             | 5-5              |                  | 第25期十段戦 予選敗退 | 第25期十段戦 予選敗退 | 第25期十段戦 予選敗退 | 第25期十段戦 予選敗退 | 第25期十段戦 予選敗退 | 第25期十段戦 予選敗退 | 第25期十段戦 予選敗退 | 第25期十段戦 予選敗退 | 第25期十段戦 予選敗退 |
| 1986 | 45               |                  |                  |                  |                  |                  | C221             | 9-1              |                  | 第26期十段戦 予選敗退 | 第26期十段戦 予選敗退 | 第26期十段戦 予選敗退 | 第26期十段戦 予選敗退 | 第26期十段戦 予選敗退 | 第26期十段戦 予選敗退 | 第26期十段戦 予選敗退 | 第26期十段戦 予選敗退 | 第26期十段戦 予選敗退 |
| 1987 | 46               |                  |                  |                  |                  | C121             |                  | 7-3              | 1                |                       |                       |                       |                       | 4組                   |                       |                       | --                    | 4-2                   |
| 1988 | 47               |                  |                  |                  |                  | C105x            |                  | 2-8              | 2                |                       |                       |                       |                       | 4組                   |                       |                       | --                    | 1-2                   |
| 1989 | 48               |                  |                  |                  |                  | C123+            |                  | 6-4              | 3                |                       |                       |                       |                       | 4組                   |                       |                       | --                    | 3-2                   |
| 1990 | 49               |                  |                  |                  |                  | C110             |                  | 3-7              | 4                |                       |                       |                       |                       | 4組                   |                       |                       | --                    | 2-2                   |
| 1991 | 50               |                  |                  |                  |                  | C118             |                  | 6-4              | 5                |                       |                       |                       |                       | 4組                   |                       |                       | --                    | 2-2                   |
| 1992 | 51               |                  |                  |                  |                  | C108             |                  | 5-5              | 6                |                       |                       |                       |                       | 4組                   |                       |                       | --                    | 3-2                   |
| 1993 | 52               |                  |                  |                  |                  | C112x            |                  | 0-10             |                  | 1993年5月22日 死去    | 1993年5月22日 死去    | 1993年5月22日 死去    | 1993年5月22日 死去    | 1993年5月22日 死去    | 1993年5月22日 死去    | 1993年5月22日 死去    | 1993年5月22日 死去    | 1993年5月22日 死去    |
| 順位戦、竜王戦の 枠表記 は挑戦者。右欄の数字は勝-敗(番勝負/PO含まず)。 順位戦の右数字はクラス内順位 ( x当期降級点 / *累積降級点 / +降級点消去 ) 順位戦の「F編」はフリークラス編入 /「F宣」は宣言によるフリークラス転出。 竜王戦の 太字 はランキング戦優勝、竜王戦の 組(添字) は棋士以外の枠での出場。 |                  |                  |                  |                  |                  |                  |                  |                  |                  |                       |                       |                       |                       |                       |                       |                       |                       |                       |